# Slacker rock
Pour les articles homonymes, voir Slacker.
Le slacker rock (également appelé slack rock) est un genre musical mêlant rock indépendant et lo-fi, ayant émergé aux États-Unis à la fin des années 1980 et au début des années 1990.

## Terminologie
Le terme fait généralement référence à un style plus décontracté et relax que celui du rock classique et contemporain, dans le but de le rendre plus « authentique » par rapport aux autres courants du rock.

## Histoire
Le groupe Dictators semble un précurseur du courant slacker dès les années 1970. Le slacker rock est étroitement lié à la culture « slacker » qui émerge dans les années 1980 et 1990 avec la génération X. Il peut être observé dans la façon dont la musique est composée avec moins d'attention sur le jeu correct de certaines notes, des instruments légèrement désaccordés et des paroles chantées de manière plus détendue, en lien avec style slacker. L'image du genre est celle d'une paresse cool et d'une gentille arrogance, qui résulte du désir des artistes du genre de se détacher de la culture de commerciale des autres genres rock.

## Exemples
S'inspirant de groupes lo-fi des années 1980 comme Beat Happening et Tall Dwarfs, le slacker rock est lancé par des groupes de rock indépendant tels que Sebadoh, Pavement, Sparklehorse, The Apples In Stereo, Dinosaur Jr et Guided By Voices',. Le genre a connu son apogée dans les années 1990 avec des artistes populaires tels que Beck,,,. Depuis les années 2010, il connaît un renouveau avec des artistes comme Mac DeMarco, Alex G, Kurt Vile, Blondshell et Courtney Barnett,,.